# Honda Jazz
El Honda Jazz (en japonés: ホンダ・フィット, Hepburn: Honda Fitto), también comercializado en América como Honda Fit, es un automóvil subcompacto o del segmento B de cinco puertas fabricado y comercializado por Honda desde 2001 y que actualmente se encuentra en su cuarta generación. Comercializado alrededor del mundo y fabricado en diez plantas en ocho países, sus ventas alcanzaron casi 5 millones de unidades hasta mediados de 2013.
Comparte la plataforma global para autos chicos de Honda con el City, el Airwave, la primera generación del Mobilio y el Freed, el Fit se caracteriza por su diseño monoespacio o de una caja y por su interior reconfigurable con un volumen de carga competitivo con el de vehículos grandes.
Honda lanzó versiones eléctricas-gasolina híbridas en Japón en octubre de 2010 y en Europa a principios de 2011. Honda lanzó el Fit EV, una versión eléctrica de producción limitada en los Estados Unidos en julio de 2012 y en Japón al mes siguiente. Para 2019, el Honda Fit se fabricaba en 9 países, incluidos Japón, Tailandia, Brasil, China, India y México.
Honda usa el nombre "Jazz" en Europa, Oceanía, Medio Oriente, África, Hong Kong, Macau, algunos países ASEAN y la India; y "Fit" en Japón, Sri Lanka, China, Taiwán y las Américas.

## Versión eléctrica

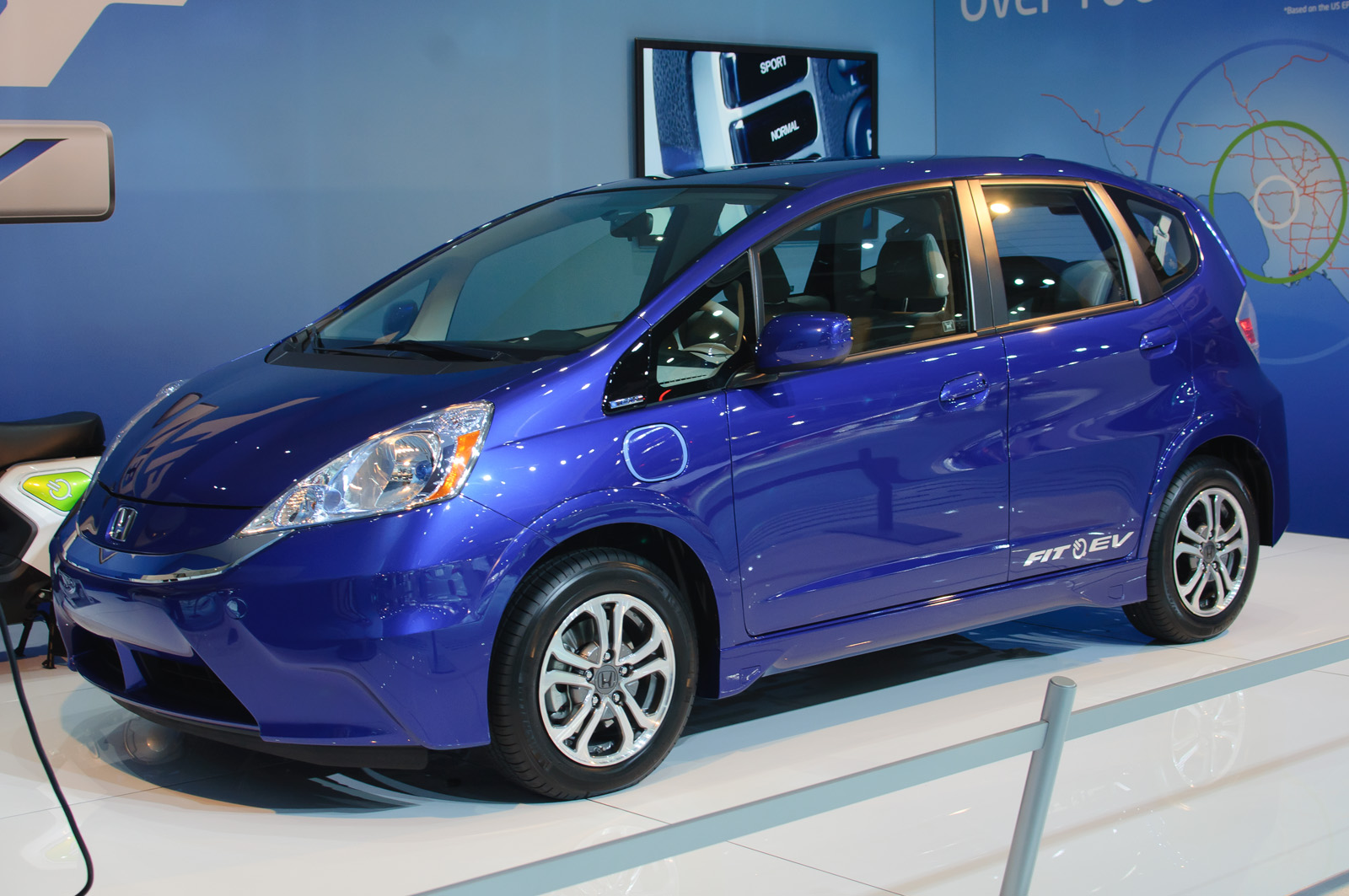
Honda Fit EV

El Honda Fit EV se presentó en el Salón del Automóvil de Los Ángeles de 2010. El modelo de producción se mostró en la edición 2011. 
Tiene un motor eléctrico de 92 kW, velocidad máxima de 140 km/h y la batería de 20 kWh le proporciona una autonomía de aproximadamente 120 km.